# Isaria sinclairii
Isaria sinclairii är en svampart som först beskrevs av Miles Joseph Berkeley, och fick sitt nu gällande namn av Lloyd 1923. Isaria sinclairii ingår i släktet Isaria och familjen Cordycipitaceae.   Inga underarter finns listade i Catalogue of Life.